# Curvos
Curvos ist ein Ort und eine ehemalige Gemeinde (Freguesia) im Norden Portugals.
Curvos gehört zum Kreis Esposende im Distrikt Braga. Die Gemeinde hatte eine Fläche von 4,3 km² und 811 Einwohner (Stand 30. Juni 2011).

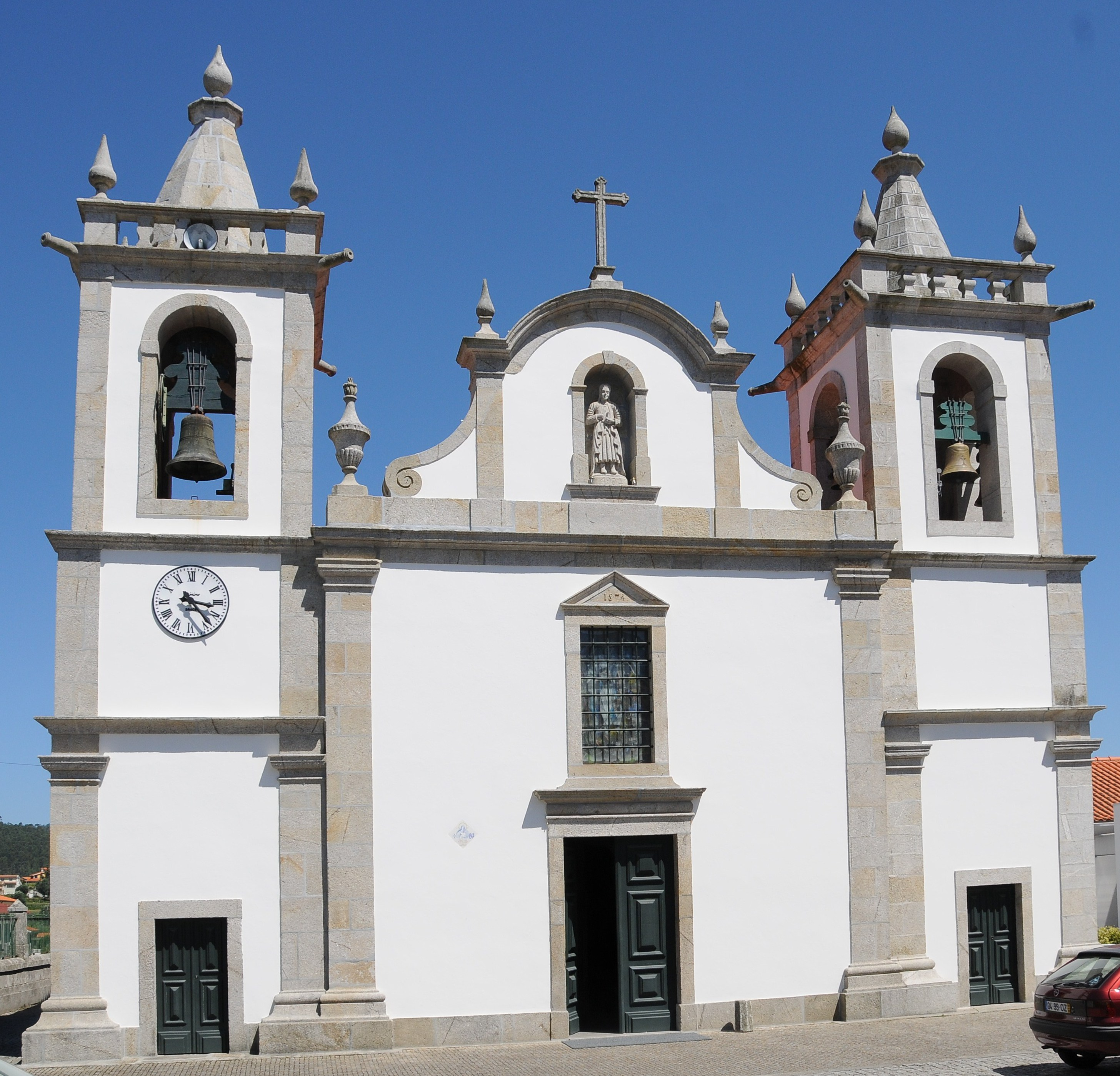
Das Pfarrkirche von Curvos

Am 29. September 2013 wurden die Gemeinden Curvos und Palmeira de Faro zur neuen Gemeinde União das Freguesias de Palmeira de Faro e Curvos zusammengeschlossen.